# LOVE (つるうちはなのアルバム)
『LOVE』（ラヴ）とは、日本のシンガーソングライターのつるうちはなの2作目のフル・アルバム。2016年11月30日に花とポップスよりリリースされた。

## 概要
前作『つるうちはな』より約4年ぶりのリリースで、同年に設立した花とポップスからの4ヵ月連続リリースの第10弾にあたる作品。アートワークは、吉川英里が手がけた。
本作には、シングル「あいゆうえにい」と同シングルの購入特典CD-Rに収録の「一緒にいようよ」を含む10曲を収録。収録曲の編曲には、teoremaaが迎えられている。
12月2日に新宿Marbleにてシュノーケル、セクシーパンサーを迎えたレコ発スリーマンライブ『つるうちはな 2nd album「LOVE」レコ発スリーマン』が開催された。

### 初回予約特典
タワーレコード、HMV、ヴィレッジヴァンガードの3店舗において、初回予約特典が用意された。ポストカードのイラストは、吉川英里の描き下ろし。
タワーレコード
- 2曲フリーダウンロードQRコード付ポストカード
「愛と雨」（オガワマユのカバー） 「デジタルユメノナカ」（サトウトモミのカバー）を収録。

HMV
- 2曲フリーダウンロードQRコード付ポストカード
  - 「YOU」の弾き語り音源のほか、セルフカバー曲を収録。

ヴィレッジヴァンガード
- セルフライナーノーツ

また、TSUTAYA 明文堂書店では、購入特典として同店舗のCMソングである「ちいさなひかり」が収録されたCD-Rが付属した

## 収録曲
全曲 作詞・作曲：つるうちはな
1. Grimm（2:50）
（編曲：つるうちはな・teoremaa）
2. むすんでひらいた（3:01）
（編曲：teoremaa）
3. 赤いハート（3:30）
（編曲：teoremaa）
4. I HATE YOU（2:50）
（編曲：teoremaa）
5. LOVE（4:22）
（編曲：teoremaa）
6. why?（4:39）
（編曲：teoremaa）
7. YOU&MEそんで世界（3:23）
（編曲：teoremaa）
8. いびきポップ（2:23）
（編曲：teoremaa）
本作のミュージック・ビデオは、つるうちの楽曲では初となる全編アニメーションとなっている。ミュージック・ビデオは、吉川英里が制作した[8]。
9. 一緒にいようよ（4:25）
（編曲：つるうちはな）
  - 2ndシングル「あいゆうえにい」購入特典CD-R収録曲
10. あいゆうえにい（3:01）
（編曲：teoremaa）
  - 2ndシングル

## 参加ミュージシャン・スタッフ
- つるうちはな - ピアノ、ボーカル、プログラミング（M1,9）、コーラス（M1,3,4,10）
- teoremaa - エレキギター（M3,4,5）、プログラミング（M1,2,3,4,5,6,7,8,10）、コーラス（M4,5）、ミックス
- konone - エレキギター（M10）
- 湯浅篤 - ベース（M10）・録音
- 角谷正史 - ドラムス（M10）
- 靏内チョップ - コーラス（M1）
- あーた - コーラス（M2）
- タカユキカトー - コーラス（M3,6,7）、録音、マスタリング
- 吉川英里 - アートワーク、デザイン